# Sở thú Melbourne

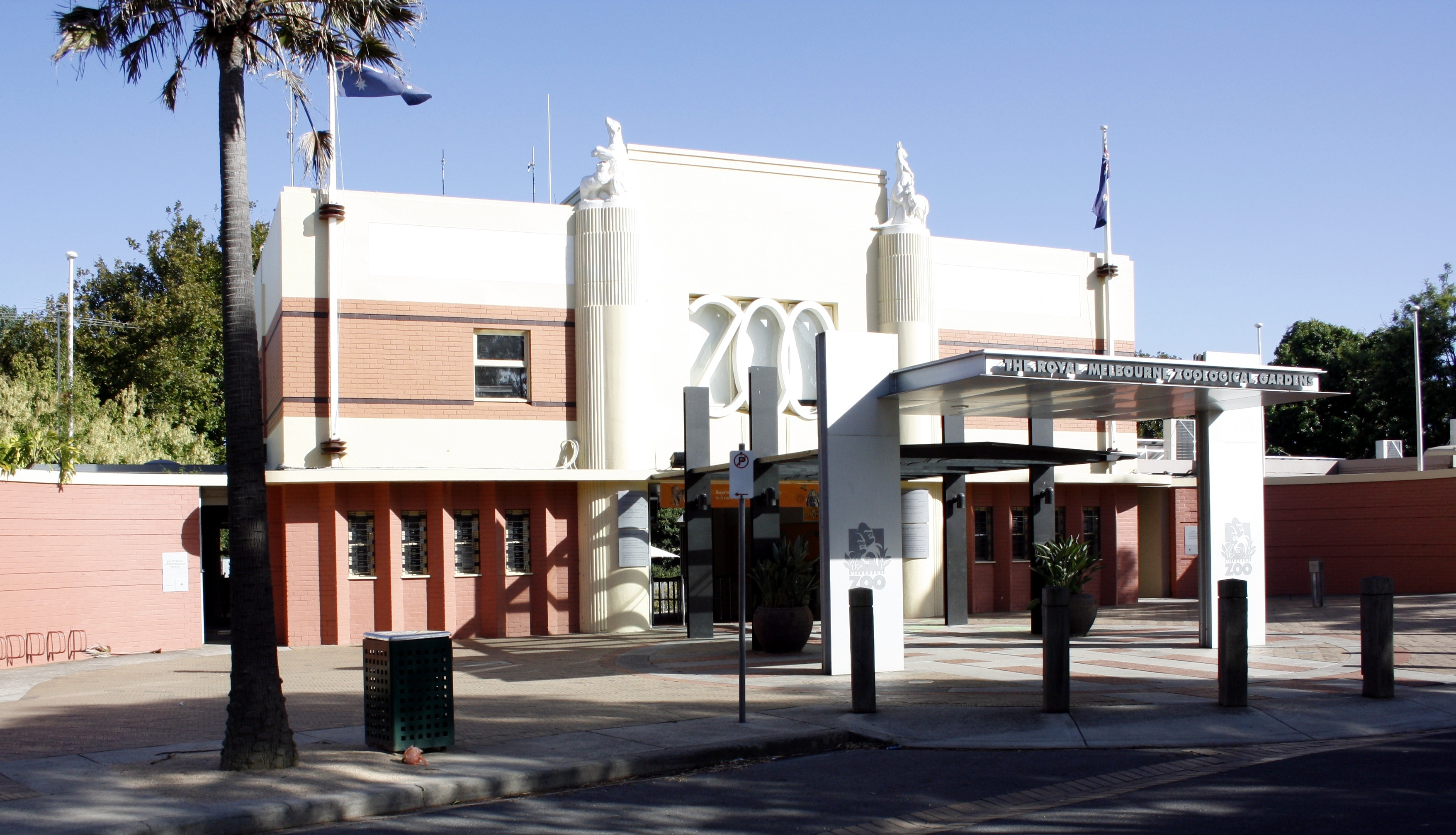
Cổng vào chính

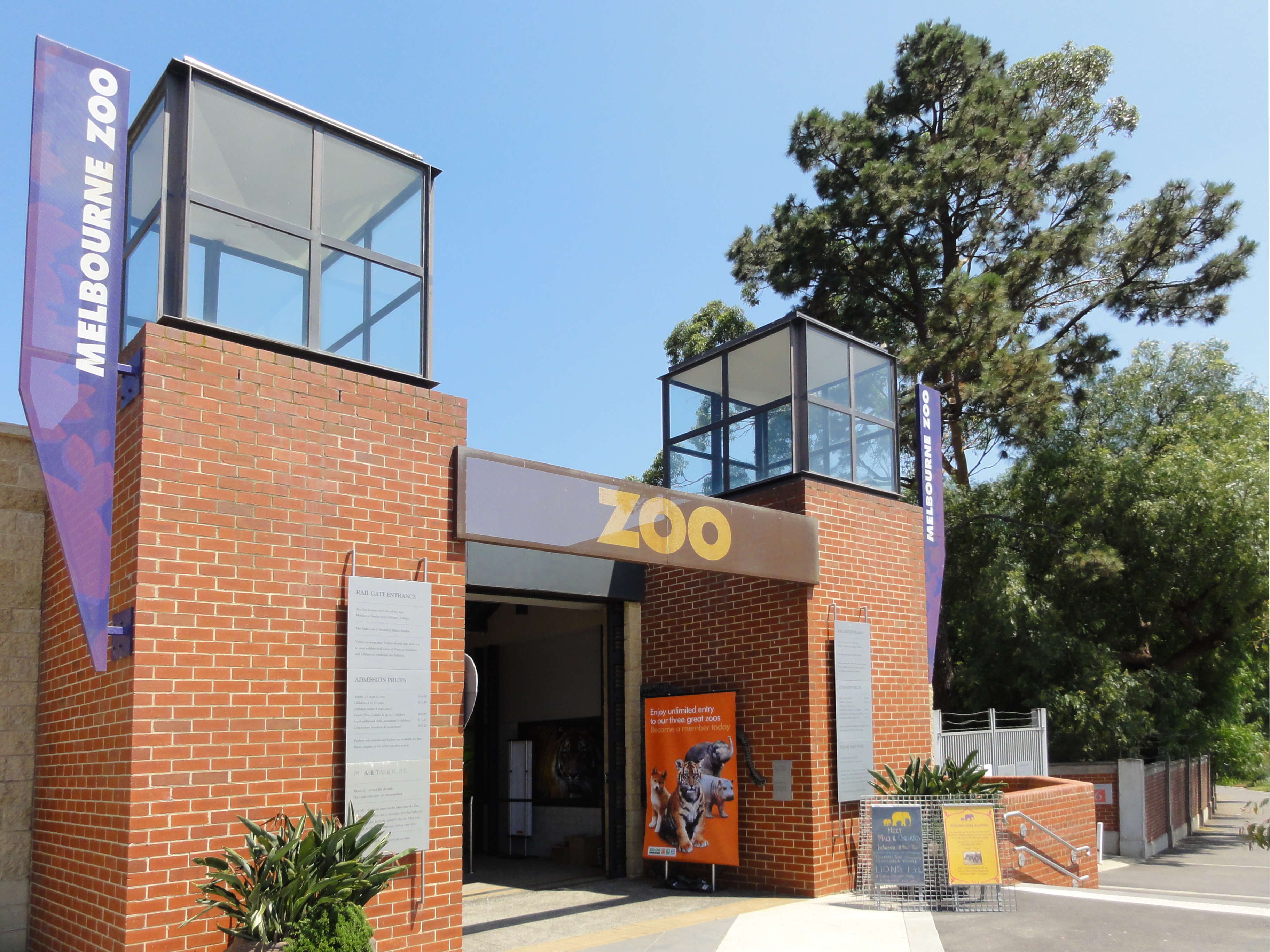
Một cổng vào Sở thú, gần trạm tàu điện Royal Park railway station

Vườn Bách thú Hoàng gia Melbourne, thường được gọi là Sở thú Melbourne là một sở thú ở Melbourne, Úc, có hơn 320 loài động vật từ Úc và khắp nơi trên thế giới. Vườn thú có cự ly 4 km (2,5 dặm) về phía bắc của trung tâm Melbourne. Có thể đi từ thành phố đến đây cập qua trạm Royal Park trên tuyến đường sắt Upfield, và cũng có thể đến thông qua các tuyến đường xe điện 55 và 19, cũng như bằng xe đạp. Xe đạp không được phép chạy bên trong vườn thú.
Các vườn động vật Hoàng gia Melbourne là một thành viên đầy đủ thể chế của Hiệp hội Vườn thú và Bể lớn nuôi cá (ZAA) và Hiệp hội Vườn thú và Bể lớn nuôi cá Thế giới (WAZA).

## Lịch sử
Các vườn động vật Hoàng gia Melbourne là vườn thú lâu đời nhất của Úc và được lập theo mô hình của vườn thú London. Vườn thú được mở vào ngày 06 tháng 10 năm 1862 tại khu vực công viên hoàng gia rộng 55 mẫu Anh (22 ha) trên khu đất hiến tặng của thành phố Melbourne. Trước đây, động vật được đặt tại khu vườn thực vật tại Melbourne.
Ban đầu, vườn thú là rất quan trọng cho các loài động vật từ nơi khác đến Úc có nơi phục hồi từ chuyến đi dài của chúng và làm quen với sự chuyển đổi khí hậu. Chỉ đến khi Albert Alexander Cochrane Le Souef được bổ nhiệm làm giám đốc vào năm 1870 thì nhiều động vật lạ hơn đã được mua về vườn thú, và những khu vườn và khu vực dã ngoại được phát triển.